# Jessica
Jessica là một chi nhện trong họ Anyphaenidae.